# English Rebel Songs 1381–1914
English Rebel Songs 1381–1914 – album angielskiej grupy Chumbawamba z 1988 wydany nakładem Agit-Prop Records; reedycja w 1994 (One Little Indian Records) oraz w 2008 (PM Press/Trade Root).
Chumbawamba, co nietypowe dla tego zespołu, wykonuje a cappella, momentami tylko przy akompaniamencie gitary, tradycyjne angielskie pieśni opisujące niedole ciemiężonych warstw społecznych, buntowników, powstańców itd. powstałe na przestrzeni wieków.
Płyta została ponownie nagrana (poprawiono partie wokalne) i wydana w 2003 pod lekko zmienionym tytułem: English Rebel Songs 1381-1984 nakładem MUTT – wytwórni założonej przez członków zespołu. Pojawiły się również dwa dodatkowe utwory: The Bad Squire i Coal Not Dole. W 2008 ukazała się jej reedycja (Trade Root Music Group, USA).

## Lista utworów
1. The Cutty Wren – tekst z czasach ludowego powstania pod przywództwem Wata Tylera (1381)
2. The Diggers Song – tekst napisany w 1649 przez Gerrarda Winstanleya, przywódcę angielskich Diggerów
3. Colliers March – tekst zainspirowany marszem protestacyjnym przeciwko podwyżkom cen chleba, który miał miejsce w Birmingham w 1782
4. The Triumph of General Ludd – pieśń odnosząca się do ruchu luddystów z początku XIX w.
5. Chartist Anthem – tekst napisany w latach 40. XIX w., odnosi się do czartystów, radykalnego ruchu robotniczego
6. The Bad Squire – adaptacja poematu Charlesa Kingsleya z połowy XIX w. biorącego w obronę kłusowników
7. Song on the Times – tekst napisany w latach 40. XIX w. po uchwaleniu tzw. ustaw zbożowych
8. Smashing of the Van – tekst odnosi się do historii męczenników z Manchesteru – irlandzkich nacjonalistów powieszonych w 1867
9. The World Turned Upside Down – tekst z 1643, wyraz protestu przeciwko prawom Oliviera Cromwella; tradycja mówi, że był śpiewany podczas kapitulacji Yorktown w 1781
10. Poverty Knock – pieśń robotników przemysłu włókienniczego, napisana w latach 90. XIX w.
11. Idris Strike Song – tekst napisany w 1911, opowiada o kobiecym strajku w fabryce napojów, złamanym przez zdesperowanych bezrobotnych
12. Hanging on the Old Barbed Wire – ironiczna pieśń marszowa z czasów I wojny światowej
13. Coal Not Dole – tekst napisany w 1984, w okresie strajków górniczych 1984–1985; autorzy: Matt Fox, Kay Sutcliffe[3].